# Tajmuraz Tigijew
Tajmuraz Tigijew (ur. 15 stycznia 1982 roku we Władykaukazie) – rosyjski, a od 2006 roku kazachski zapaśnik pochodzenia osetyjskiego, walczący w stylu wolnym. Dwukrotny olimpijczyk. Srebrny medalista z Pekinu 2008 w wadze 96 kg (jednak decyzją z dnia 19 października 2016 roku, został pozbawiony tego osiągnięcia z powodu stwierdzenia użycia niedozwolonej substancji) i czternasty w Londynie 2012 w kategorii 96 kg.
Jest bratem zapaśnika Sosłana Tigijewa.
Trzykrotny uczestnik mistrzostw świata, piąty w 2001. Brązowy medal igrzysk azjatyckich w Ad-Dausze w 2006 roku. Drugi w Pucharze Świata w 2001 roku.